# The Politics of Dancing (Paul van Dyk)
The Politics of Dancing je kompilace trancové hudby, kterou namixoval Paul van Dyk a byla vydána v Ministry of Sound v říjnu 2001. Bylo to první mixované album, které Paul van Dyk vydal. V roce 2005 vyšlo album The Politics of Dancing 2.

## Seznam skladeb

### CD1
1. Ashtrax - "Digital Reason"
2. Joker Jam - "Innocence (Paul van Dyk Remix)"
3. Private Taste - "First"
4. Jimpy - "Feeling Good (Original Version)"
5. Paul van Dyk - "Vega (Starecase Remix)" & Filmpalast - "I Want"
6. Southern Comforter - "Another Late Thursday"
7. iiO - "Rapture (Deep Dish Remix)"
8. Sipping Soma - "Superconcious (So Alive) (Dubbed Coast 2 Coast House Mix)"
9. Timo Maas - "Killin' Me (Jan Driver Remix)"
10. Maji Na Dumu - "B.M.Y. (DJ 19 & H. Garden Remix)"
11. U2 - "Elevation (Paul van Dyk Remix)"
12. Paul van Dyk - "Autumn"
13. Viframa - "Cristalle"
14. Solicitous - "Furthermost (Pure Pleasure Mix)"
15. Subsky - "Four Days (Gil Remix)"
16. Second Sun - "Empire (Paul van Dyk Remix)"
17. Paul van Dyk - "Out There"

### CD2
1. Sagitaire - "Shout, C'mon (Coast 2 Coast Mix)"
2. Mirco de Govia - "Epic Monolith"
3. Ralphie B - "Massive (Paul van Dyk Remix)"
4. David Forbes - "Questions Must Be Asked (Magica Mix)"
5. Way Out West - "Activity"
6. Connector - "Interference"
7. Blank & Jones - "Secrets & Lies (Solid Sessions Remix)"
8. Lexicon 4 - "Reach Me"
9. Jamnesia - "Reset"
10. 4 Strings - "Into The Night"
11. Active X - "Let's Go (Vank Mix)"
12. Signum - "In Progress"
13. Walter & Gelder - "Section O"
14. Solid Sleep - "Club Attack (Paul van Dyk Remix)"
15. Guardians of The Earth - "Starchildren (Quasi Dub)"
16. Nu NRG - "Dreamland"